# Râul Valea Lazului, Chiuzbaia
Râul Valea Lazului este un curs de apă, unul din brațele care formează Râul Chiuzbaia. 

## Hărți
- Harta județului Maramureș
- Harta muntii Gutâi  Arhivat în 4 martie 2016, la Wayback Machine.